# サーブ 2000
サーブ 2000（Saab 2000）は、スウェーデンのサーブ社が開発したターボプロップ双発旅客機である。

## 概要
サーブが、コミューター機の成功作サーブ340に続いて開発した50/58席級の地域航空用ターボプロップ双発機がサーブ2000である。1988年に機体仕様の決定作業が開始され、同年12月15日にスイスのクロスエアから確定25機、オプション25機のコミットメントを得て機体計画をローンチ、1989年5月に正式なゴーアヘッドとなった。機体は、主翼や胴体などの基本的な構造はサーブ340のものを踏襲し、特に胴体は340と同じ断面でそれを7.55mストレッチしている。このためサーブ2000は、単にサーブ340のストレッチ型と見られやすいが、実際にはターボプロップ・コミューター機の新時代を目指して作られた、全く異なった機体である。
サーブ2000開発最大の主観は、ターボプロップ機でジェット機並みの性能を得ることであった。ジェット機と同等の巡航高度と巡航速度性能を、ターボプロップ機の経済性で実現させることを狙ったものである。一方で、機体の開発コストを低く抑えるために、サーブ340で開発済みのコンポーネントを一部に使うこととした。以上の設計により、サーブ2000は、665km/h以上という高速巡航性能と低騒音性能に優れている。主翼はCASA（スペイン)、後部胴体はウエストランド・エアクラフト、尾翼はヴァルメトと生産を分業した。1992年3月26日に初飛行し、1994年9月に商業運航に就航した。
主翼は低翼配置・直線翼であり、垂直尾翼には、前部へ延びるフィンがついている。搭載エンジンはアリソン(現・ロールスロイス)が開発した新世代の大出力ターボプロップであるAE2100である。最大出力は2,722kWである。プロペラは6枚のブレードであり、低騒音に貢献している。また、グラスコックピットとなっている。サーブ340と比較して、胴体は7.55m延長され、主翼の長さもそれぞれ3.3m延長された。
サーブ2000は操縦輪の操作でオートパイロットを解除できない旅客機のひとつであり、この仕組みが重大インシデントの原因となったことがある（ローガンエアー6780便事故）。

## 生産・運用
サーブ 2000は34機がクロスエアで使われたほか、1997年には日本の運輸省（当時、現国土交通省）航空局も飛行点検機として2機を導入した（2019年に運用終了）。しかし、売り上げが低迷したため、1999年に製造が中止された。生産機数は63機。
売り上げが低迷した主な理由は、市場としていた50席前後のコミューター路線に、エンブラエル ERJ 145やボンバルディア CRJ等、低価格のジェット旅客機が登場し、競争に敗れたことである。このためサーブ社は旅客機市場から撤退することとなった。

### 軍用
- パキスタン - 2023年時点で、パキスタン空軍が6機のサーブ2000エリアイ早期警戒機と、1機のサーブ2000輸送機を保有している[1]。

## 派生型

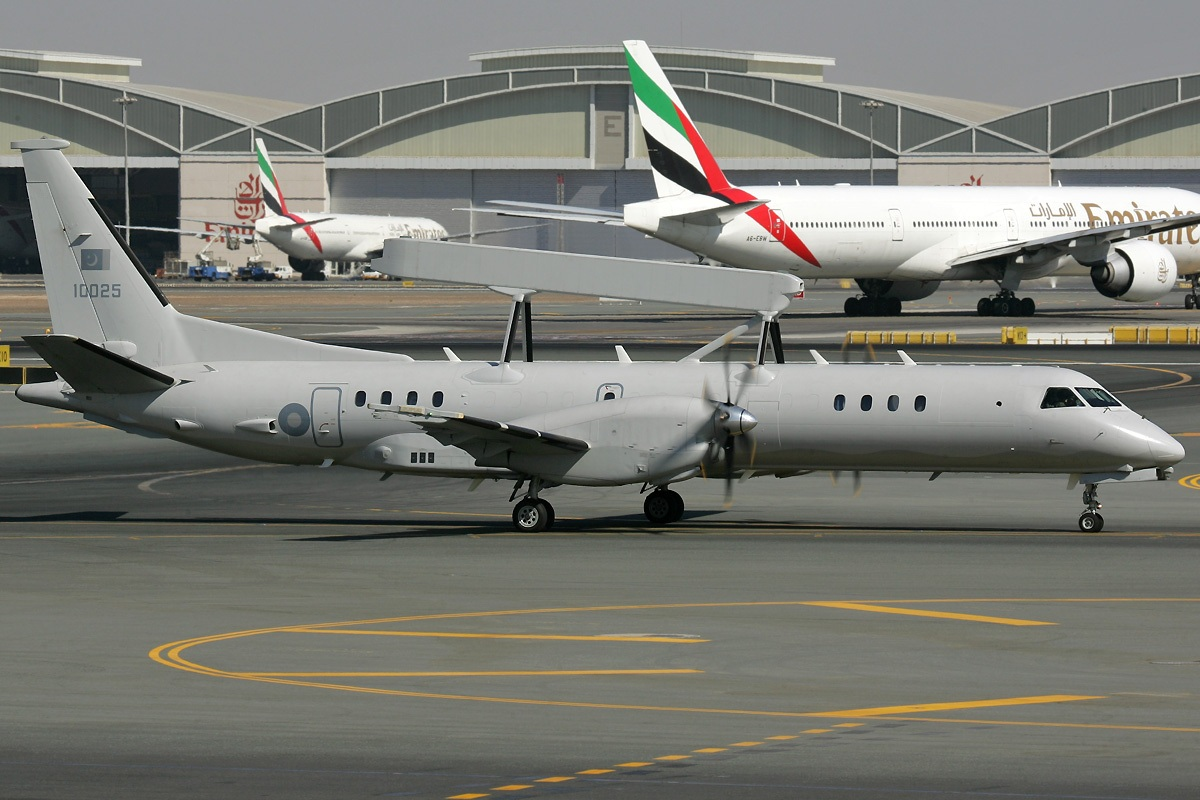
サーブ2000AEW&C

- サーブ 2000 AEW&C

エリアイレーダーを搭載する早期警戒管制機（Airborne Early Warning & Control）。パキスタン空軍やサウジアラビア空軍が採用。